# Christian Grenier
Pour les articles homonymes, voir Grenier (homonymie).
Christian Grenier, né le 26 juin 1945 à Paris, est un écrivain français de romans, de pièces de théâtre et de nouvelles pour la jeunesse. Ses domaines de prédilection sont la science-fiction et le policier.

## Biographie
Né le 26 juin 1945 à Paris de parents comédiens, Christian Grenier est plongé dès son enfance dans le théâtre et souhaitait devenir acteur. Ses parents s'y opposant, il choisit de suivre des études de lettres, qui l'amèneront finalement à la profession d'enseignant (professeur de français),. C'est dans un collège parisien qu'il animera des clubs d'astronomie, de science-fiction, et de théâtre, passions qu'il a découvertes très jeune — ce sont les progrès dans le domaine de la conquête de l'espace, depuis la fin des années 1950, qui le poussent à explorer ces univers qu'il transformera en science-fiction.
Il obtient le prix O.R.T.F. (Prix de la radio et de la télévision) en 1972 grâce à son troisième ouvrage La Machination, ce qui marque le réel début de sa carrière d'écrivain.
En 1975, Christian Grenier est cofondateur avec son ami écrivain Robert Bigot, de la Charte des auteurs et illustrateurs pour la jeunesse.
Mis à contribution par les éditeurs, notamment dans les rôles de lecteur, correcteur et rewriter, il n'exerce finalement plus qu'à temps partiel, avant de quitter définitivement l'enseignement (et Paris par la même occasion), en 1990, pour se consacrer à l'écriture dans le Périgord (Dordogne) ainsi qu'à sa femme et à ses deux enfants, nés en 1968 et 1970.
En 1994 il publiée l'essai La science-fiction, lectures d'avenir ?, et en 2003 La S-F : la science-fiction à l'usage de ceux qui ne l'aiment pas, dans lequel « l'auteur explore ce genre souvent méprisé par les adultes, mais plébiscité par les adolescents, dans ses moindres détails : l’histoire, les caractéristiques, les avatars... puis dresse un bilan de ce qu'il peut apporter : un plaisir de lecture, un outil pédagogique et une meilleure compréhension de la société. Un panorama de la SF contemporaine jeunesse », selon le Centre national de la littérature pour la jeunesse .

## Œuvres
Christian Grenier a écrit la série de romans policiers Les Enquêtes de Logicielle, ainsi que des romans de science-fiction pour la jeunesse. En 2020, il change de public en publiant Le Code et la diva chez Rouergue Noir.

### Aux éditions G.P.
- La Machination, 1973 (Grand Prix de Littérature pour la Jeunesse de la CRPLF et Sélection JLP : Jeunes, Lectures, Promotion)
- Le Satellite venu d'ailleurs, coll. Grand Angle, 1974
- Cheyennes 6112, en collaboration avec William Camus, coll. Grand Angle, 1974 (Sélection J.L.P. : Jeunes, Lectures, Promotion)
- Une squaw dans les étoiles, en collaboration avec William Camus, coll. Spirale, 1975 (réédité chez Gallimard Jeunesse, coll. Folio junior science-fiction, 1990)
- Les Fleurs de l'espace, coll. Spirale, 1976, illustré par J.-J. Vayssières
- Le Soleil va mourir, coll. Grand Angle, 1977 (réédité chez Pocket, coll. pocket junior roman, 2002)
- Fleur de monstre, coll. La Bibliothèque Rouge et Or, 1990, illustré par Yves Beaujard

### Chez Hachette Jeunesse
- Virus LIV 3 ou La mort des livres, Hachette jeunesse, coll. Livre de poche jeunesse, 1998  (ISBN 2-01-321454-5)
- Cycle du Multimonde
  1. La Musicienne de l'aube, 1996  (ISBN 2-01-209514-3)
  2. Les Lagunes du temps, 1997  (ISBN 2-01-209513-5)
  3. Cyberpark, 1997  (ISBN 2-01-209512-7)
  4. Mission en mémoire morte, 1997  (ISBN 2-01-209517-8)

### Chez Nathan
- Série Aïna
  1. Aïna, fille des étoiles, 1995  (ISBN 2-09-282158-X)
  2. Aïna et le secret des Oglonis, 1996  (ISBN 2-09-282173-3)
  3. Aïna et le pirate de la comète, 1997  (ISBN 2-09-282190-3)
  4. Kaha, supermaki !, 1997  (ISBN 2-09-282222-5)
  5. Aïna et l'Arbre-Monde, 1998  (ISBN 2-09-282273-X)
  6. Faut-il brûler Jeanne ?, 1999  (ISBN 2-09-282298-5)
- Le Château des enfants gris, coll. Demi-Lune, 1996, illustré par Emmanuelle Lattion
- Parfaite petite poupée, coll. Demi-Lune, 1997, illustré par Jean-Claude Götting
- Contes et légendes des héros de la mythologie, 1998, illustré par Philippe Kaïlhenn
- Les Surfeurs de l'inconnu, coll. Lune Noire, 2000, illustré par Guillaume Renon
- Voyager dans l'espace, coll. Superscope, 2000
- Août 44 : Paris sur Scène, coll. Les Romans de la mémoire, 2002, illustré par Gilles Scheid
- La Boîte à Malix, coll. Demi-lune, 2002, illustré par Nico Pirate
- La Fille de pleine lune, coll. Comète, 2003, illustré par Sylvain Bourrières

### Chez Hatier G.T. Rageot
- Sabotage sur la planète rouge, coll. Jeunesse-Poche anticipation, 1972, illustré par C Kraemer
- Aïo Terre invisible, coll. Jeunesse-Poche anticipation, 1973, illustré par Michel Gay

### Chez Rageot

#### SérieLes Enquêtes de Logicielle
- Coups de théâtre, coll. Cascade Policier, 1994, illustré par Jean-Michel Nicollet
- L'Ordinatueur, coll. Cascade Policier, 1997, illustré par Alain Korkos
- Arrêtez la musique !, coll. Cascade Policier, 1999, illustré par Alain Gauthier
- @ssassins.net, coll. Cascade Policier, 2001, illustré par Marc Mosnier
- Simulator, coll. Heure Noire, 2004, illustré par Marc Mosnier
- Big Bug, coll. Heure Noire, 2005, illustré par Philippe Munch
- Des nouvelles de Logicielle, coll. Heure Noire, 2006, illustré par Vincent Dutrait [recueil de nouvelles]
- Cinq degrés de trop, coll. Heure Noire, 2008, illustré par Olivier Frot
- Mort sur le net, coll. Heure Noire, 2009, illustré par Marc Mosnier
- Hacker à bord, coll. Heure Noire, 2011, illustré par Marc Mosnier
- @pocalypse, coll. Heure Noire, 2013, illustré par Vincent Dutrait
- Fatal Gaming, coll. Heure Noire, 2017
- La nuit des oubliés, coll. Heure Noire, 2022

#### Autres romans
- Sabotage sur la planète rouge, coll. Jeunesse-Poche anticipation, 1972, illustré par C Kraemer
- Messier 51 ou l'impossible retour, coll. « Bibliothèque de l'amitié », no 107, illustré par Bernard Moro, 1975
- La guerre des poireaux, coll. « Bibliothèque de l'amitié », no 128, illustré par Gilbert Guedon, couverture: Charles Henri, 1978
- La Fille de 3e B, coll. Cascade, 1995, illustré par Gilbert Raffin
- Le Pianiste sans visage, coll. Cascade, 1995, illustré par Gilbert Raffin
- Ecoland, coll. Métis, 2003, illustré par Magali Shmitzler

### Chez Bayard jeunesse
- Le Visiteur de l'an 2000, coll. Les Romans de Je Bouquine, 2002, illustré par Thomas Ehretsmann
- Mercredi Mensonge, coll. Millézime, 2004, illustré par Olivier Voutch

### Chez Magnard
- Jeunesse et science-fiction, coll. Lecture en liberté, 1972

### Chez Magnard jeunesse
- Les Exilés du fleuve, coll. Les P'tits Intrépides, 2002, illustré par Benoît Perroud
- Un amour de violoncelle, coll. P'tits Fantastiques, 2003, illustré par Alexandre Bonnefoy

### Chez Milan
- Le Satellite venu d'ailleurs, coll. Milan Poche Junior, 1999, illustré par Virginie Sanchez [réédition]
- Le Seigneur des neuf soleils, coll. Milan Poche Junior, 2000, illustré par Frédéric Pillot [réédition]
- L’Impossible Mlle Muche, coll. Milan Poche Junior, 2002, illustré par Frédéric Rébéna

### Divers éditeurs
- Face au Grand Jeu, Éditions La Farandole, 1975
- Le Montreur d'étincelles, Robert Laffont, 1978 (réédité sous le titre Le seigneur des neuf soleils chez Milan ; en effet l'ouvrage a été épuisé et il n'a plus été au catalogue dès 1981, et Robert Laffont ne l'a jamais réédité)
- Un Printemps sans cerises, Syros, 1995
- Le Tyran, le luthier et le temps, L'Atelier du poisson soluble, 2003, illustré par François Schmidt
- Ce soir-là, Dieu est mort, La Martinière jeunesse, coll. Confessions, 2005
- Le Mal en patience, Syros, coll. Les uns et les autres, 2005
- L’Éternité ! Mon amour, roman-DVD, Tertium, coll. Livres mains, 2007 [réédition]
- Je suis la vigie et je crie, Thierry Magnier
- Messier 51 ou l'impossible retour, Bibliothèque de l'amitié
- 2115 : Terre en péril, Tertium, 2015.

## Essai
- La science-fiction, lectures d'avenir ?, Presses universitaires de Nancy, 1994
- La S-F : la science-fiction à l'usage de ceux qui ne l'aiment pas, Éditions du Sorbier, 2003
- Je suis un auteur jeunesse, Rageot, hors collection, 2004.

## Prix et distinctions
Christian Grenier a obtenu plusieurs prix, dont :
- Prix du Salon de l'enfance 1976
- Grand Prix de l'Imaginaire catégorie Jeunesse 1989[6] pour Le Cœur en abîme
- Prix Tam-Tam 1996[7] pour L'ordinatueur
- Prix Tam-Tam 1997[7] pour Le Pianiste sans visage et La Fille de 3e B
- Grand Prix de l'Imaginaire Catégorie Roman jeunesse 1998[6], pour Le Cycle du Multimonde
- Prix Les Mordus du polar 2005 pour Simulator[8]
- Prix Cyrano  2022[9], pour l'ensemble de son œuvre (remis lors de la Convention nationale française de science-fiction).